# Apamea parcata
Apamea parcata là một loài bướm đêm trong họ Noctuidae.